# شهرستان سیمرغ
‌شهرستان سیمرغ با مرکزیت شهر کیاکلا یکی از شهرستان‌های استان مازندران در شمال ایران است. شهرستان سیمرغ بیستمین شهرستان تأسیس شده در استان مازندران است.این شهرستان در آذر ماه ۱۳۹۱ به دستور رئیس‌جمهور وقت محمود احمدی‌نژاد با تغییر نام و ارتقای بخش کیاکلا و انتزاع آن از شهرستان قائم‌شهر ایجاد شد.

## تقسیمات کشوری
| نقشه استان مازندران به تفکیک شهرستان دریای مازندران رامسر تنکابن عباس آباد کلاردشت چالوس نوشهر نور محمودآباد آمل فریدون کنار سیمرغ بابلسر بابل قائم‌شهر جویبار سوادکوه شمالی سوادکوه ساری میان دورود نکا بهشهر گلوگاه سمنان تهران البرز گیلان گلستان قزوین |

تقسیمات شهرستان سیمرغ
- بخش مرکزی
  - دهستان شهید کشوری:
    - نجارکلای جدید (مرکز دهستان)
    - بالادسته رکن‌کلا
    - ملاکلا
    - برجی‌خیل

  - دهستان دشت کنار:
    - پایین‌دسته
    - تنبلا
    - پهناجی
    - جمال‌کلا
    - دینه‌سر رکن‌کلا
    - پایین منزل
- بخش تالار پی - به مرکزیت سنگتاب
  - دهستان تالارپی:
    - سنگ‌تاب (مرکز دهستان)
    - کوشیکلا
    - پازیک‌خیل
    - آهنگرکلا
    - نجارکلای قدیم
    - تالارپشت
    - سالدوزکلا بالا
    - موسی‌کلا
    - قجرتپه
    - مری
    - سمناکلا
    - سبزی باغ

  - دهستان طور:
    - خراط‌کلا (مرکز دهستان)
    - رضوان‌کلا
    - کارتیج‌کلا
    - اخته‌چی
    - گوشتی‌کلا
    - زیارکلا
    - شیرخوارکلا
    - لاله‌زارکتی
    - صلح‌دارکلا

شهر: کیاکلا

## جمعیت
بنابر سرشماری مرکز آمار ایران، جمعیت شهرستان سیمرغ (بخش کیاکلا ی سابق) در سال ۱۳۹۵ برابر با ۱۹ هزار و ۳۷۶ نفر بوده‌است.

## آثار باستانی
فهرست آثار باستانی ملی ثبت‌شده واقع در شهرستان:
تپه باستانی کتی بالا (دین تپه) واقع در روستای دینه سر که متعلق به هزاره اول قبل از میلاد می‌باشد در سال ۱۳۸۲ به شماره ثبت ۱۰۲۷۵ به‌عنوان یکی از آثار ملی ایران در میراث فرهنگی استان به ثبت رسیده‌است.

## سایت‌ها
سایت فرمانداری شهرستان سیمرغ: https://web.archive.org/web/20180504102116/http://www.f-simorgh.ir/
سایت جامع شهرستان سیمرغ:https://web.archive.org/web/20161123054008/http://simorghema.ir/'